# Actinostygnoides carus
Actinostygnoides carus is een hooiwagen uit de familie Stygnidae. De wetenschappelijke naam van Actinostygnoides carus gaat  terug op C.J.Goodnight & M.L.Goodnight.